# 스타크래프트 리그
이 문서는 스타크래프트: 브루드 워 및 스타크래프트 II 대회에 대한 문서이다.

## 현재 진행되고 있는 리그

### 스타크래프트: 브루드 워
- 아프리카TV 스타리그 : 2016년 6월부터 아프리카TV(현 SOOP TV)가 주최하는 스타크래프트1 리그. 도중에 아프리카TV가 SOOP TV로 개명하면서 2024년 가을에 리그 이름을 SSL로 변경했으나, 2025년부터 다시 ASL이란 명칭으로 돌아갔다.

### 스타크래프트 II
- 글로벌 스타크래프트 II 리그(GSL) : 2010년 9월부터 곰TV(곰exp)에서 주최, 주관하는 스타크래프트 II 리그이다. 2016년부터 아프리카TV에서 주최, 주관하여 2025년에도 이어지고 있다.
- 인텔 익스트림 마스터즈(IEM) : 2011년부터 스타크래프트 II를 종목으로 채택하여 매 대회 경기를 치르고 있다. 2024년까지 스타크래프트 II 종목이 있었으며, 2025년에는 5월까지 스타크래프트 II 종목이 진행되지 않았다.
- 이스포츠 월드컵(Esports World Cup, EWC) : 2022년에 시작된 대회로 사우디아라비아 E스포츠 연맹에서 주최하며, 사우디아라비아에서 진행된다. 2023년부터 스타크래프트 II가 정식 종목으로 채택되었고, 스타1의 경우 2023년에 이벤트 매치만 진행되었다.

## 폐지된 스타크래프트 리그
- KT-KTF 프리미어리그(2003~2004) : 2003년, 2004년 2시즌 방송, 2003년은 MBC게임, 게임 TV 공동개최 및 방송, 2004년은 MBC게임, 온게임넷 공동개최 및 방송함.
- 곰TV 클래식(2008~2009, 2014) : 2008년부터 2009년까지 시즌 3까지 개최되고, 곰TV가 주최, 방송함.
- 월드 사이버 게임즈(2000~2013, 2019) : 2000년부터 2010년까지 스타크래프트: 브루드 워, 2011년부터 스타크래프트 II 종목이 채택되어 대회가 진행되었고, 2013년을 끝으로 WCG가 폐지되었다. 이후 스마일게이트가 WCG의 상표권을 인수하여 2019년부터 WCG가 부활하였으나, 스타크래프트 II 종목은 2019년에만 진행되었다.
- MBC게임 스타리그(MSL, 2002~2011) : MBC게임 주최, 방송, 2002년부터 2011년까지 개최된 스타리그. 온게임넷의 스타리그와 양대 산맥을 이루었으나, 2012년 2월 1일 MBC게임이 음악방송으로 전환됨에 따라 ABC마트 MSL 2011을 마지막으로 대회가 폐지되었다.
- iTV 랭킹전 (2000~2004)
- ghem TV 스타리그 (2002~2003) : 남성부는 제3차 대회까지, 여성부는 2006년 제6차 대회까지 개최되었다.
- 온게임넷 스타리그(1999~2013) : 1999년부터 2000년까지 투니버스에서 개최했으며 2000년 7월부터 온게임넷에서 주최, 주관하던 스타크래프트 및 스타크래프트 II 리그. 현재는 사실상 폐지되었다.(tving 스타리그 2012까지는 스타크래프트: 브루드 워로, 옥션 올킬 스타리그 2012, 옥션 올킬 스타리그 2013은 스타크래프트 II로 리그가 진행됨.)
- 소닉 스타리그(2010~2015) : 2010년 11월부터 BJ 소닉 황효진이 주최한 대회로, 2012년부터 온게임넷의 스타크래프트1 리그가 없어지면서 주목을 받았다. 2015년 8월 11차 대회까지 진행되었으나, 황효진의 스베누의 경영 악화로 사실상 중단.
- 스타크래프트 프로리그(2003~2016) : 2003년부터 시작된 팀 단위 리그. 2012년 9월까지는 스타크래프트 : 브루드 워, 2012년 5월~2013년 3월까지는 스타2 자유의 날개, 2013년 4월~2015년 10월까지는 스타2 군단의 심장, 2016년 2월~같은 해 10월까지는 스타2 공허의 유산으로 진행됐다.
- MBC게임 팀리그(2003~2005) : 2003년부터 2005년까지 개최된 MBC게임의 팀 단위 리그로 주로 팀 배틀 방식으로 개최되었다.
- 월드 이스포츠 챔피언쉽(WEC, 2011~2015) : 국제 e스포츠 연맹이 주최하는 국제대회로, 2011년부터 2015년까지 스타크래프트 II가 정식 종목이었다. 대회는 유지 중이나 스타크래프트는 정식 종목에서 빠진 상태다.
- 월드 챔피언십 시리즈(WCS, 2012~2019) : 블리자드 엔터테인먼트가 주최하고 ESL이 주관하는 월드 챔피언십 시리즈의 통합 디비전 대회이다. 2012년부터 2019년까지 존재했다.
- 스포TV 스타리그 클래식 : 2017년 4월 신설된 스타크래프트1 리그
- 스타크래프트 II 스타리그(SSL) : 2014년 12월부터 SPO TV 게임즈에서 주최, 주관했던 스타크래프트 II 리그이다.
- 코리아 스타크래프트 리그 : 2018년 7월 신설된 블리자드가 개최하는 최초의 스타크래프트1 리그. 시즌4까지 진행되고 폐지되었다.
- ESL Pro Tour(2020~2024) : WCS가 폐지된 이후 ESL에서 스타2 판권을 사서 진행했던 리그로 2024년 대회를 마지막으로 폐지되었다.

## 리그 변천사
| 리그명   | 1999 | 2000 | 2002 | 2003 | 2004 | 2008 | 2009 | 2010 | 2011 | 2012 | 2013 | 2014 | 2015 | 2016 | 2017 | 2018 | 2019 | 2020 | 2021 | 2022 | 2023 | 2024 | 2025 |
| -------- | ---- | ---- | ---- | ---- | ---- | ---- | ---- | ---- | ---- | ---- | ---- | ---- | ---- | ---- | ---- | ---- | ---- | ---- | ---- | ---- | ---- | ---- | ---- |
| OSL1     |      |      |      |      |      |      |      |      |      |      |      |      |      |      |      |      |      |      |      |      |      |      |      |
| WCG2     |      |      |      |      |      |      |      |      |      |      |      |      |      |      |      |      |      |      |      |      |      |      |      |
| iTV      |      |      |      |      |      |      |      |      |      |      |      |      |      |      |      |      |      |      |      |      |      |      |      |
| MSL      |      |      |      |      |      |      |      |      |      |      |      |      |      |      |      |      |      |      |      |      |      |      |      |
| 프로리그 |      |      |      |      |      |      |      |      |      |      |      |      |      |      |      |      |      |      |      |      |      |      |      |
| 곰TV     |      |      |      |      |      |      |      |      |      |      |      |      |      |      |      |      |      |      |      |      |      |      |      |
| GSL3     |      |      |      |      |      |      |      |      |      |      |      |      |      |      |      |      |      |      |      |      |      |      |      |
| 소닉     |      |      |      |      |      |      |      |      |      |      |      |      |      |      |      |      |      |      |      |      |      |      |      |
| IEM34    |      |      |      |      |      |      |      |      |      |      |      |      |      |      |      |      |      |      |      |      |      |      |      |
| WCS+ESL  |      |      |      |      |      |      |      |      |      |      |      |      |      |      |      |      |      |      |      |      |      |      |      |
| SSL3     |      |      |      |      |      |      |      |      |      |      |      |      |      |      |      |      |      |      |      |      |      |      |      |
| ASL      |      |      |      |      |      |      |      |      |      |      |      |      |      |      |      |      |      |      |      |      |      |      |      |
| KSL      |      |      |      |      |      |      |      |      |      |      |      |      |      |      |      |      |      |      |      |      |      |      |      |
| EWC      |      |      |      |      |      |      |      |      |      |      |      |      |      |      |      |      |      |      |      |      |      |      |      |

1 2012년 Tving 스타리그 이후로는 스타2로 진행
2 2011년 WCG부터는 스타2로 진행
3 스타크래프트 2 대회. SSL의 경우 2017년부터 스타1 리그 신설.
4 리그 시작은 2007년. 2011년 시즌5부터 스타 2를 정식 종목으로 채택